# Шемышейский район
Шемыше́йский райо́н — административно-территориальная единица (район) и муниципальное образование (муниципальный район) в Пензенской области России.
Административный центр — рабочий посёлок Шемышейка.

## Географическое положение
Расположен на юго-востоке центральной части Пензенской области. Площадь территории района — 1586,75 км². Местность представляет собой холмистую равнину, изрезанную оврагами и руслами рек. Граничит на северо-востоке с Городищенским районом, на востоке — с Камешкирским районом, на юге с Лопатинским и Малосердобинским районами, на западе — с Пензенским районом Пензенской области.

## История
16 июля 1928 года был образован Наскафтымский район с центром в селе Наскафтым в составе Кузнецкого округа Средне-Волжской области.
10 февраля 1932 года центр Наскафтымского района перенесён в село Шемышейка, а район переименован в Шемышейский уже в составе Средневолжского края, с присоединением к нему части территории Кондольского района.
С 1936 года район в составе Куйбышевской области.
4 февраля 1939 года район передан в состав вновь образованной Пензенской области.
20 апреля 1940 года из Даниловского района в Шемышейский район был передан Бутурлинский с/с.
30 сентября 1958 года к Шемышейскому району была присоединена часть территории упразднённого Даниловского района.
В 1963—1965 годах в состав района входила территория упразднённого Лопатинского района.
В соответствии с Законом Пензенской области от 2 ноября 2004 года № 690-ЗПО в районе образовано 1 городское и 15 сельских поселений (сельсоветов), установлены границы муниципальных образований.
22 декабря 2010 года в соответствии с Законом Пензенской области № 1992-ЗПО были упразднены Мачкасский, Новомачимский и Песчанский сельсоветы с включением их территорий в состав других сельсоветов.

## Население
| 1939    | 1959    | 1970    | 1979    | 1989    | 2002    | 2009    |
| ------- | ------- | ------- | ------- | ------- | ------- | ------- |
| 39 377  | ↘37 335 | ↘33 748 | ↘26 486 | ↘22 714 | ↘19 063 | ↘17 588 |
| 2010    | 2011    | 2012    | 2013    | 2014    | 2015    | 2016    |
| ↗17 661 | ↘17 611 | ↘17 307 | ↘17 021 | ↘16 827 | ↗16 828 | ↘16 720 |
| 2017    | 2018    | 2021    |         |         |         |         |
| ↘16 611 | ↘16 290 | ↘14 810 |         |         |         |         |

### Урбанизация
В городских условиях (рабочий посёлок Шемышейка) проживают  43 % населения района.

### Национальный состав
Преобладают мордва (более половины населения), также значительную часть населения составляют русские и татары.

## Административное деление
В Шемышейский район как административно-территориальное образование входят 1 рабочий посёлок (пгт) и 12 сельсоветов.
В муниципальный район входят 13 муниципальных образований, в том числе 1 городское поселение и 12 сельских поселений
| №        | Муниципальное образование   | Административный центр    | Количество населённых пунктов | Население | Площадь, км2 |
| -------- | --------------------------- | ------------------------- | ----------------------------- | --------- | ------------ |
| 1e-06    | Городское поселение:        |                           |                               |           |              |
| 1        | рабочий посёлок Шемышейка   | рабочий посёлок Шемышейка | 3                             | ↘6779     | 173,99       |
| 1.000002 | Сельские поселения:         |                           |                               |           |              |
| 2        | Армиевский сельсовет        | село Армиево              | 3                             | ↘446      | 199,40       |
| 3        | Воробьёвский сельсовет      | село Воробьёвка           | 3                             | ↘295      | 48,43        |
| 4        | Каргалейский сельсовет      | село Каргалейка           | 4                             | ↘367      | 75,59        |
| 5        | Каржимантский сельсовет     | село Каржимант            | 4                             | ↘621      | 131,22       |
| 6        | Колдаисский сельсовет       | село Колдаис              | 3                             | ↗483      | 44,18        |
| 7        | Наскафтымский сельсовет     | село Наскафтым            | 6                             | ↘1120     | 336,16       |
| 8        | Руссконоркинский сельсовет  | село Русская Норка        | 2                             | ↘282      | 82,22        |
| 9        | Синодский сельсовет         | село Синодское            | 2                             | ↘527      | 147,63       |
| 10       | Стародемкинский сельсовет   | село Старое Демкино       | 2                             | ↘800      | 75,24        |
| 11       | Старозахаркинский сельсовет | село Старое Назимкино     | 3                             | ↘1263     | 96,28        |
| 12       | Старояксарский сельсовет    | село Старая Яксарка       | 2                             | ↘478      | 75,23        |
| 13       | Усть-Узинский сельсовет     | село Усть-Уза             | 2                             | ↘1349     | 109,53       |

### Населённые пункты
В Шемышейском районе 39 населённых пунктов.
| №  | Населённый пункт      | Тип             | Население | Муниципальное образование   |
| -- | --------------------- | --------------- | --------- | --------------------------- |
| 1  | Азрапино              | село            | ↘63       | Каржимантский сельсовет     |
| 2  | Александро-Богдановка | село            | ↘87       | Синодский сельсовет         |
| 3  | Арапино               | село            | ↘64       | Наскафтымский сельсовет     |
| 4  | Армиево               | село            | ↘483      | Армиевский сельсовет        |
| 5  | Борятино              | село            | ↘6        | Каргалейский сельсовет      |
| 6  | Бутурлинка            | село            | ↘9        | Руссконоркинский сельсовет  |
| 7  | Верхозим              | село            | ↘57       | Каргалейский сельсовет      |
| 8  | Виляевка              | село            | ↘3        | Колдаисский сельсовет       |
| 9  | Воробьёвка            | село            | ↗282      | Воробьёвский сельсовет      |
| 10 | Дубровка-на-Узе       | село            | ↘114      | Каржимантский сельсовет     |
| 11 | Ивановка              | деревня         | 12        | Колдаисский сельсовет       |
| 12 | Каргалейка            | село            | ↘411      | Каргалейский сельсовет      |
| 13 | Каржимант             | село            | ↘348      | Каржимантский сельсовет     |
| 14 | Колдаис               | село            | ↘414      | Колдаисский сельсовет       |
| 15 | Лесной                | посёлок         | 251       | рабочий посёлок Шемышейка   |
| 16 | Малыгино              | деревня         | 21        | Воробьёвский сельсовет      |
| 17 | Мачкасы               | село            | ↘284      | Каржимантский сельсовет     |
| 18 | Мордовская Норка      | село            | ↘225      | рабочий посёлок Шемышейка   |
| 19 | Надеждино             | деревня         | 71        | Воробьёвский сельсовет      |
| 20 | Наскафтым             | село            | ↘867      | Наскафтымский сельсовет     |
| 21 | Наумкино              | село            | ↘366      | Старозахаркинский сельсовет |
| 22 | Неклюдово             | село            | ↘15       | Армиевский сельсовет        |
| 23 | Новая Яксарка         | село            | ↘209      | Старояксарский сельсовет    |
| 24 | Новый Мачим           | село            | ↘441      | Наскафтымский сельсовет     |
| 25 | Пестровка             | село            | ↘46       | Каргалейский сельсовет      |
| 26 | Песчанка              | село            | ↗287      | Наскафтымский сельсовет     |
| 27 | Пиксанкино            | село            | ↘131      | Армиевский сельсовет        |
| 28 | Ранго-Лисьма          | деревня         | 4         | Наскафтымский сельсовет     |
| 29 | Русская Норка         | село            | ↘352      | Руссконоркинский сельсовет  |
| 30 | Синодское             | село            | ↘627      | Синодский сельсовет         |
| 31 | Старая Яксарка        | село            | ↘471      | Старояксарский сельсовет    |
| 32 | Старое Демкино        | село            | ↘955      | Стародемкинский сельсовет   |
| 33 | Старое Захаркино      | село            | ↘609      | Старозахаркинский сельсовет |
| 34 | Старое Назимкино      | село            | ↘494      | Старозахаркинский сельсовет |
| 35 | Старый Мачим          | село            | ↘58       | Наскафтымский сельсовет     |
| 36 | Усть-Мурза            | село            | ↗276      | Усть-Узинский сельсовет     |
| 37 | Усть-Уза              | село            | ↗1488     | Усть-Узинский сельсовет     |
| 38 | Шемышейка             | рабочий посёлок | ↘6368     | рабочий посёлок Шемышейка   |
| 39 | Янго-Пря              | посёлок         | 15        | Стародемкинский сельсовет   |

Упразднённые населённые пункты:
- 2004 год — поселок Узинское[26].

## Экономика

### Сельское хозяйство
В районе есть 10 сельскохозяйственных предприятий, 66 фермерских крестьянских хозяйств и более 8,5 тысяч личных подсобных хозяйств. Земли сельскохозяйственного назначения — 92,8 тыс. га.

### Промышленность
Предприятия района: крахмальный завод — производит ржаную и пшеничную муку, перерабатывает крупяные культуры; пенькозавод; ООО «Кондитерская фабрика „Ковригово“» — производит кондитерские изделия под зарегистрированной торговой маркой «Ковригово»; есть также шесть мини-пекарен, восемь пилорам, десять маслобоек, две мельницы и лесхоз.

### Транспорт
Протяжённость автомобильных дорог с твёрдым покрытием — 232,7 км, причём все центральные усадьбы сельскохозяйственных предприятий соединены как с районным и так и с областным центром такими дорогами. Автодороги областного значения: «Пенза—Шемышейка—Лопатино», «Кондоль—Шемышейка» и «Городище—Шемышейка».

## Социальная сфера

### Здравоохранение
В районе действуют «Центральная районная больница», участковая больница, врачебная амбулатория и 25 медпунктов.

### Образование
В районе есть 5 средних школ, 7 основных школ, профессиональное училище и представительство Московской современной гуманитарной академии, а также другие образовательные учреждения и структуры.

### Культура
Шемышейский район имеет ряд муниципальных учреждений культуры, среди них 17 сельских домов культуры, районный краеведческий музей, 9 сельских клубов, центральная районная библиотека и 26 библиотечных филиалов.

## Достопримечательности
В районе расположены памятники природы — родник «Семь ключей», «Каржимантские склоны», каменная степь «Красный мар», памятник археологии «Армиёвский курганно-грунтовой могильник X—XI веков», а также ряд памятников архитектуры, в том числе здание бывшего торгового дома, в котором ныне расположен краеведческий музей, здание бывшего народного дома, в котором расположена теперь детская школа искусств.

## Родившиеся в Шемышейском районе
- Аброськин, Николай Павлович — начальник Федерального агентства специального строительства при Минобороны РФ, генерал армии.
- Цыганов Николай Фёдорович (1904—1971) — мордовский языковед, поэт, основатель эрзя-мордовской лексикографии.